# Chris Massoglia
Christopher Paul Massoglia, detto Chris (Minneapolis, 29 marzo 1992), è un attore statunitense.

## Biografia
Christopher Massoglia è nato a Minneapolis da Christopher e Karen Massoglia. Suo padre è un chiropratico, sua madre è casalinga. I suoi genitori sono sempre stati devoti Cristiani e Repubblicani, per questo Massoglia è cresciuto ascoltando musica pop cristiana (sebbene gli piacesse anche la musica rap). Massoglia è stato educato dalla madre a casa; dall'età di tredici anni si è iscritto ad un'università online che includeva corsi di studi biblici, algebra e storia americana. Ha studiato jujitsu, sa suonare il pianoforte, sa ballare l'hip hop, sa il linguaggio dei segni americano e sa andare a cavallo. Massoglia è stato un giocatore del Little League Baseball. Nel 2009 la sua famiglia ha ignorato la proposta di trasferirsi ad Hollywood ed ha preferito restare a Minneapolis.
La carriera di Massoglia è incominciata grazie ad alcune pubblicità per le marche Targat, Marshall's Field, PepsiCo e Best Buy. In seguito è apparso in un episodio di Law & Order: Criminal Intent, in due episodi di Medical Investigation e in quattro episodi di Wanted. Il suo debutto nel cinema è avvenuto con Una magica estate, ma soprattutto deve il suo successo ad Aiuto vampiro. Nel 2009 è stato il protagonista dell'horror The Hole in 3D.

## Filmografia

### Cinema
- Una magica estate (A Plumm Summer), regia di Caroline Zelder (2007)
- The Hole, regia di Joe Dante (2009)
- Aiuto vampiro (Cirque du Freak: The Vampire's Assistant), regia di Paul Weitz (2009)
- Reagan, regia di Sean McNamara (2024)

### Televisione
- Law & Order: Criminal Intent – serie TV, episodio 3x09 (2003)
- Medical Investigation – serie TV, episodi 1x01-1x03 (2004)
- Wanted, regia di Guy Norman Bee, Félix Enríquez Alcalá e Davis Guggenheim - film TV (2005)
- Wanted – serie TV, 4 episodi (2005)
- Boys Life – serie TV (2006)